# Yevhén Adamstévich
Yevhén Oleksandrovich Adamtsévich (en ucraniano: Євген Олександрович Адамцевич; Solonitsia, 1 de enero de 1904 - Jólmivka, 1 de enero de 1972) fue un destacado bandurista soviético ciego.

## Biografía
Yevhén Adamtsévich nació en el pueblo de Solonitsia el 1 de enero de 1904, no lejos de la ciudad de Lubní (hoy parte del óblast de Poltava, Ucrania). Su padre, que venía de Snovsk, trabajó en una época en una estación de tren de Solonitsia , posiblemente como jefe de estación. Su madre era María Mijailivna (de soltera Bilan), la hija de clase media de un sastre cuyos cinco hijos fueron educados en casa. Yevhen quedó ciego a la edad de dos años. Fue educado en una escuela para ciegos en Kiev. Vivió en Romny, donde desde 1925 fue aprendiz del kobzar Musi Oleksienko, quien le enseñó a tocar la bandura.
Adamtsévich comenzó a actuar como solista en 1927, donde dirigió un grupo de banduristas. En 1927 se casó con Lidia Dmitrivna Paradis, pero sus familiares no aprobaron este matrimonio y sólo se reconciliaron años después. Durante la década de 1930, fue un kobzar ambulante. En 1939 participó en la conferencia de kobzars que tuvo lugar en Kiev, y en 1940 participó en una conferencia sobre cantantes folclóricos en Moscú. 
Durante la Segunda Guerra Mundial, Adamtsévich viajó por Ucrania interpretando canciones patrióticas, incluida su propia composición, la canción Involuntario. 
La vida no fue fácil en el difícil período de posguerra, porque al final de sus años, al no tener experiencia laboral oficial, se quedó sin pensión y, por tanto, sin medios de subsistencia. Las autoridades soviéticas interpretaron esto como una mendicidad y persiguieron constantemente al artista. Durante las décadas de 1950 y 1960, él y otros banduristas dieron conciertos en la RSS de Ucrania y la RSS de Rusia.Adamtsévich intentó, sin éxito, enseñar a su hija Tetiana a tocar la bandura.En 1969, en la sala de la Ópera Nacional de Ucrania, el bandurista interpretó la Marcha de los cosacos y conmovió tanto al público que, a petición de éste, Adamtsévich interpretó su canción tres veces.
En octubre de 1972, Adamtsévich y su esposa se mudaron a vivir con su hija al pueblo de Jólmivka, raión de Bajchisarái (Crimea). Tres semanas después, fue hospitalizado con un dolor agudo provocado por un cálculo en la vesícula biliar, pero falleció durante la madrugada del 20 de noviembre mientras se encontraba en la mesa de operaciones. Legó su bandura al museo Tarás Shevchenko en Kániv.

## Estilo y repertorio
Adamtsévich actuó como portador de las tradiciones nacionales ucranianas de cantar y tocar la bandura, cuyo repertorio aprendió directamente a través de transmisión oral. Un rasgo característico del estilo de canto de Adamtsévich fue su capacidad para resaltar sílabas o palabras; el rango de su voz cubría dos octavas. También era conocido por poder memorizar fácilmente la música y la letra de cualquier canción que escuchaba.
El repertorio de Adamtsévich incluía muchas canciones populares históricas ucranianas, pero carecía de una duma auténtica (poemas épicos cantados). Yevshan-Zillia, la única obra épica de su repertorio, estaba estructurada como una duma. Adamtsévich compuso la "Marcha de los cosacos", que fue orquestada por Víktor Hútsal. La marcha fue interpretada regularmente por la Orquesta Estatal Ucraniana de Instrumentos Populares Ucranianos en Kiev. Otras composiciones incluyen las canciones "En cautiverio" (1941) y "Pensamientos sobre I.F. Fedka" (1966).

## Legado
La bandura realizada en el siglo XIX, se conserva en el Museo de Artes Teatrales de Kiev en el monasterio de las Cuevas. El cuerpo está en mal estado, el mástil tiene un diapasón que termina en el cuerpo con un patrón elegante, la punta del mástil es plana, inclinada hacia un lado y hay un apoyo en el cuerpo para la mano izquierda. La bandura tiene 90 centímetros de largo. Además, el museo de Historia Local de Krémenets alberga la ropa del kobzar y fotografías.
La calle pasó a llamarse Kurchatov en honor a Yevhén Adamtsévich en Lubní y lo mismo pasó con la calle Gagarin en Solonitsia.